# اس‌اس مین
اس‌اس مین (به انگلیسی: SS Maine) یک زیردریایی بود.